# Frederick Cayley Robinson
Frederick Cayley Robinson (18 de agosto de 1862-4 de enero de 1927) era un pintor, decorador  e ilustrador inglés. Es conocido por su serie de pinturas para el hospital Middlesex  titulados Acts of Mercy los cuales fueron encargados alrededor de 1915 y completados en 1920.

## Biografía
Nacido en Brentford, Cayley Robinson era el hijo de un corredor de bolsa  y estudió en la St. John's Wood Academy, en la Royal Academy of Arts y en la Académie Julian de París desde 1890 hasta 1892.
Fue miembro de la Sociedad de Pintores en Témpera, el Club de Arte Nuevo Inglés y la Royal Watercolour Society. 

## Exposiciones
Cayley Robinson regularmente exhibía en la Royal Academy of Arts y en la Sociedad de Pintores británicos.
Conservador por Robert Upstone, en 2010 The National Gallery realizó una exhibición en la Sunley Room mostrando seis obras de Cayley Robinsons incluyendo los cuatro paneles de la serie de Acts of Mercy. La exhibición tuvo lugar desde el 14 de julio hasta el 17 de octubre. 
Falleció a causa de la pandemia mal llamada gripe española (en realidad tal pandemia ocasionadora de millones de víctimas se originó fuera de España, entre los jóvenes combatientes de la Primera Guerra Mundial), tal cepa de gripe afectó de un modo singular a gente joven.